# Lobosceliana spectrum
Lobosceliana spectrum is een rechtvleugelig insect uit de familie Pamphagidae. De wetenschappelijke naam van deze soort is voor het eerst geldig gepubliceerd in 1887 door Saussure.